# Potamogeton spathuliformis
Potamogeton spathuliformis är en nateväxtart som först beskrevs av J.W. Robbins, och fick sitt nu gällande namn av Morong (pro. sp. Potamogeton spathuliformis ingår i släktet natar, och familjen nateväxter. Inga underarter finns listade.